# Aurin (Farbstoff)
Aurin ist ein Triphenylmethanfarbstoff, der als pH-Indikator verwendet wird.

## Geschichte
Der deutsche Chemiker Friedlieb Ferdinand Runge isolierte die Substanz erstmals 1834 aus dem Steinkohlenteer. Eine erste Synthese als Rosolsäure beschrieb Hugo Müller 1859. Hermann Kolbe und Rudolf Schmitt erhielten 1861 dieselbe Substanz mit der Bezeichnung Aurin durch Erhitzen von Oxalsäure und Kreosot in Gegenwart von Schwefelsäure.

## Darstellung und Eigenschaften
Aurin bildet sich beim Erhitzen von Phenol mit Oxalsäure in konzentrierter Schwefelsäure, wobei letztere als Kondensations- und Oxidationsmittel wirkt.
Die gelbbraune oder rote Substanz löst sich in Alkalien fuchsinrot und dient dort als pH-Indikator. Das Natriumsalz dient zum Färben von Tapeten und Papier. Das Absorptionsmaximum liegt bei λ = 482 nm.